# The ODD Of LOVE
《TAEYEON CONCERT - The ODD Of LOVE》은 대한민국의 음악 그룹 소녀시대의 멤버 태연의 다섯 번째 콘서트 투어이다.

## 개요
2023년 5월 5일, SM 엔터테인먼트는 공식 홈페이지를 통해 태연의 여섯 번째 콘서트 투어의 서울 일정을 발표하였고 예매는 12일 YES24를 통해 팬클럽 선예매가 6일 뒤인 15일, 일반 예매가 뒤이어 진행되었다.
태연은 이 투어를 통해 여성 솔로 가수로서는 다섯 번째로 올림픽체조경기장 무대에 오르는 위업을 달성하게 되었으며 더 나아가 12회에 걸친 아시아 투어를 통해 약 10만여명의 누적 관객을 동원하였다.

## 투어 일정
| 날짜            | 도시     | 국가       | 장소                           | 관객 동원     |
| --------------- | -------- | ---------- | ------------------------------ | ------------- |
| 2023년 6월 3일  | 서울     | 대한민국   | 올림픽체조경기장               | 통산 18,000명 |
| 2023년 6월 4일  | 서울     | 대한민국   | 올림픽체조경기장               | 통산 18,000명 |
| 2023년 6월 10일 | 홍콩     | 홍콩       | 아시아 월드 아레나             | 11,130명      |
| 2023년 6월 24일 | 대북     | 대만       | 타이베이 아레나                | 12,000명      |
| 2023년 7월 8일  | 동경     | 일본       | 도쿄 메트로폴리탄 경기장       | 통산 20,000명 |
| 2023년 7월 9일  | 동경     | 일본       | 도쿄 메트로폴리탄 경기장       | 통산 20,000명 |
| 2023년 7월 22일 | 자카르타 | 인도네시아 | 인도네시아 컨벤션 전시장 5-6홀 | 9,000명       |
| 2023년 7월 30일 | 마닐라   | 필리핀     | 스마트 아라네타 콜로세움       | 8,000명       |
| 2023년 8월 12일 | 방콕     | 태국       | 임팩트 아레나 무앙 통 타니     | 통산 18,000명 |
| 2023년 8월 13일 | 방콕     | 태국       | 임팩트 아레나 무앙 통 타니     | 통산 18,000명 |
| 2023년 8월 19일 | 싱가포르 | 싱가포르   | 싱가포르 인도어 스타디움       | 통산 18,000명 |
| 2023년 8월 20일 | 싱가포르 | 싱가포르   | 싱가포르 인도어 스타디움       | 통산 18,000명 |

## 세트 리스트
- Opening VCR -
- INVU
- Can't Control Myself
- 그런 밤 (Some Nights)
- Set Myself On Fire
- Siren
- Cold As Hell

- Ment -
- 품 (Heart)
- 어른아이 (Toddler)

- VCR Music Video (Something New) -
- Weekend
- No Love Again
- You Better Not
- 스트레스 (Stress)

- Ment -
- Playlist
- What Do I Call You
- To The Moon
- 들불 (Wildfire)

- Band & Dancer Introduction -
- 월식 (My Tragedy)
- Better Babe
- 사계 (Four Seasons)

- Ment -
- Timeless
- Fine
- I
- 너를 그리는 시간 (Drawing Our Moments)

- Encore -
- 불티 (Spark)

- Ment -
- Ending Credits

## 제작
- 주최 : SM 엔터테인먼트
- 주관 : 드림메이커, 드림시큐리티
- 후원 : YES24